# Batticaloa
Batticaloa (tamil: மட்டக்களப்பு, singalesisk: මඩකලපුව) er en by i det østlige Sri Lanka, med et indbyggertal (pr. 2001) på cirka 486.000. Byen er hovedstad i distriktet af samme navn.
I forbindelse med Jordskælvet i Det Indiske Ocean 2004 ramte en næsten fem meter høj tsunamibølge den lave kyst ved Batticaloa, hvilket medførte store ødelæggelser og tusinder af døde i byen og området.